# Магуань
23°00′48″ пн. ш. 104°23′43″ сх. д. / 23.01342° пн. ш. 104.39539° сх. д.
Магуань (кит. 马关县, пін. Măguān Xiàn) — один із повітів КНР у складі Веньшань-Мяо-Чжуанської автономної префектури, провінція Юньнань. Адміністративний центр — містечко Мабай.

## Географія
Магуань лежить на висоті близько 1320 метрів над рівнем моря на півдні Юньнань-Гуйчжоуського плато.

### Клімат
Повіт знаходиться у зоні, котра характеризується вологим субтропічним кліматом. Найтепліший місяць — червень із середньою температурою 22,1 °C. Найхолодніший місяць — січень, із середньою температурою 10,4 °С.
| Клімат повіту Магуань   | Клімат повіту Магуань | Клімат повіту Магуань | Клімат повіту Магуань | Клімат повіту Магуань | Клімат повіту Магуань | Клімат повіту Магуань | Клімат повіту Магуань | Клімат повіту Магуань | Клімат повіту Магуань | Клімат повіту Магуань | Клімат повіту Магуань | Клімат повіту Магуань | Клімат повіту Магуань |
| Показник                | Січ.                  | Лют.                  | Бер.                  | Квіт.                 | Трав.                 | Черв.                 | Лип.                  | Серп.                 | Вер.                  | Жовт.                 | Лист.                 | Груд.                 | Рік                   |
| Середній максимум, °C   | 15,1                  | 17,3                  | 21,2                  | 24,4                  | 25,6                  | 26,2                  | 26,3                  | 26,5                  | 25,3                  | 22,3                  | 19,5                  | 16,2                  | 22,2                  |
| Середня температура, °C | 10,4                  | 12,2                  | 15,3                  | 18,8                  | 20,8                  | 22,1                  | 22                    | 21,7                  | 20,3                  | 17,9                  | 14,4                  | 11                    | 17,2                  |
| Середній мінімум, °C    | 7,5                   | 8,9                   | 11,5                  | 15                    | 17,4                  | 19,2                  | 19,4                  | 18,8                  | 17,2                  | 15,1                  | 11,2                  | 7,9                   | 14,1                  |
| Норма опадів, мм        | 21.9                  | 24.2                  | 47.6                  | 83                    | 150.3                 | 201.3                 | 243.4                 | 237.8                 | 126.8                 | 79.6                  | 52                    | 18.4                  | 1286.3                |
| Вологість повітря, %    | 85                    | 83                    | 80                    | 79                    | 80                    | 84                    | 86                    | 85                    | 83                    | 84                    | 83                    | 83                    | 82.9                  |
| ----------------------- | --------------------- | --------------------- | --------------------- | --------------------- | --------------------- | --------------------- | --------------------- | --------------------- | --------------------- | --------------------- | --------------------- | --------------------- | --------------------- |
| Джерело: data.cma.cn    |                       |                       |                       |                       |                       |                       |                       |                       |                       |                       |                       |                       |                       |